# Benelli Sei
La 750 Sei est un modèle de moto produit par la firme italienne Benelli. Elle est aussi vendue en Italie sous la marque Motobi.
Elle apparaît au public au salon de Milan de 1972. Fleuron de la marque de Pesaro, elle est destinée à concurrencer les multicylindres japonais, Honda et sa 750 Four en tête.
C'est d'ailleurs un moteur de 500 Four qui sert de modèle à la réalisation du six cylindres de la 750 Sei, et qui sera étudié pour concevoir le quatre cylindres des modèles Quattro.

Ce moteur est donné pour plus de 70 chevaux, bien qu'en réalité il n'en fasse que 60.
L'esthétique est également une réalisation « maison », puisque l'étude provient du carrossier italien Ghia, dont l'entreprise fait partie, comme Benelli, du groupe De Tomaso.

La fourche télescopique a été créée spécialement par Marzocchi. Brembo, dont c'est la première incursion dans l'industrie motocycliste, fournit les deux disques avant de 280 mm. Bien que les accélérations ne soient pas phénoménales, Pirelli a la charge d'étudier un pneu arrière capable de supporter les presque 250 kg en ordre de marche de la machine.
La 750 Sei récupère le freinage intégral déjà vu sur les Moto Guzzi (également propriété de De Tomaso). Le levier de frein avant commande un étrier de frein avant, tandis que la pédale de frein actionne le second étrier avant et l'étrier arrière.
Mais la fiabilité manque cruellement à la 750 Sei. La fabrication du moteur est d'abord délocalisée de Pesaro à Mandello del Lario, dans l'usine Moto Guzzi. Les aciers qui y sont employés sont de moins bonne qualité et l'usure trop rapide de certaines pièces, notamment les pignons et fourchettes de la boîte de vitesses ou les basculeurs de distribution, entraîne des casses moteur.

La 750 Sei est également sujette à une consommation d'huile prononcée, associée à des fuites aux cylindres. Le circuit électrique est loin d'être parfait et entraîne des ennuis d'allumage et un grand nombre de dysfonctionnements (phares ou clignotants qui tombent en panne).

D'autre part, la qualité de fabrication est en dessous des standards japonais, et les performances ne peuvent soutenir la comparaison.
Pour toutes ces raisons, la 750 Sei disparaît en 1977, après n'être sortie qu'à un peu plus de 3 000 exemplaires.

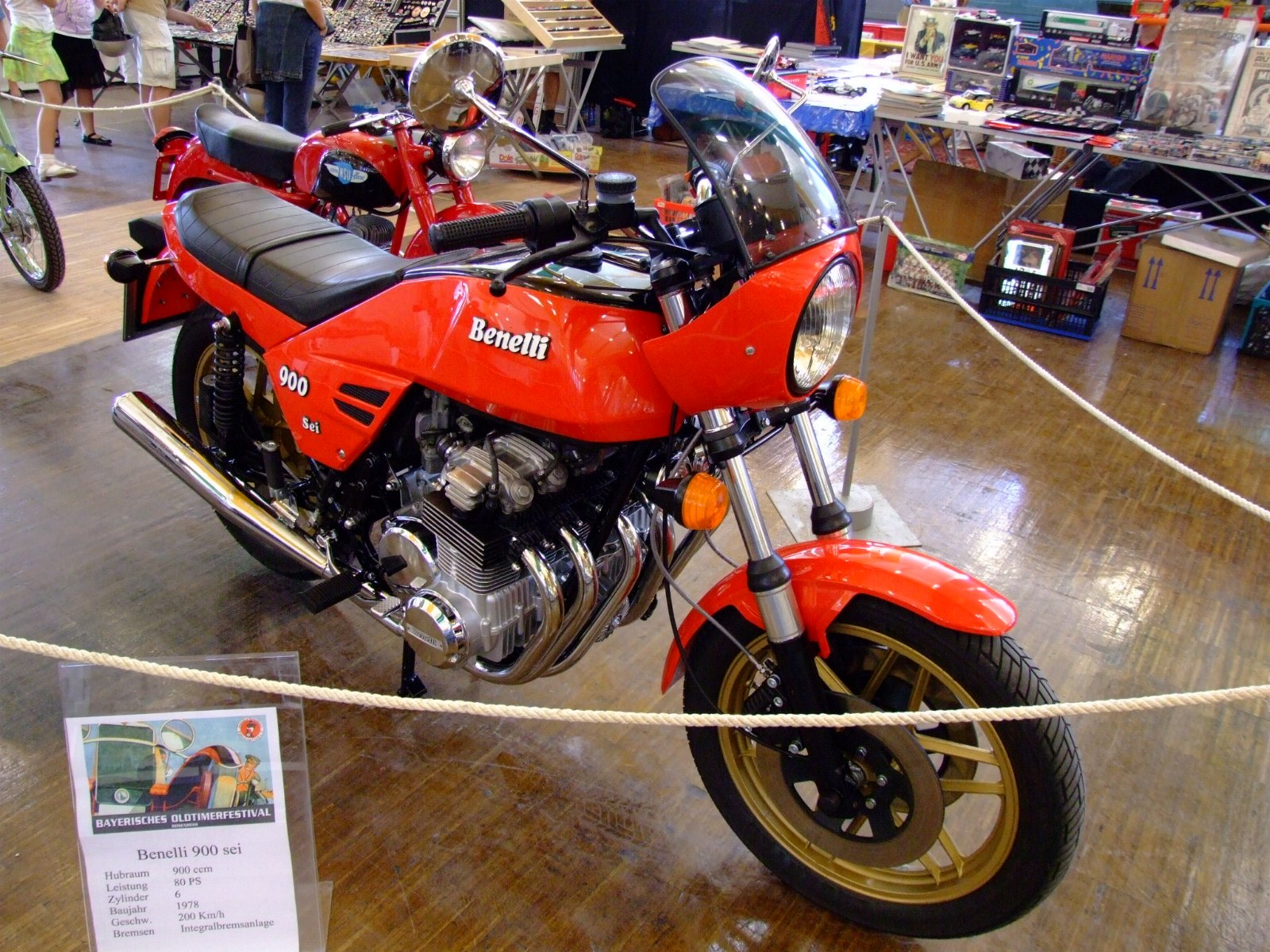
900 Sei

La 750 Sei est remplacée par la 900 Sei.
La cylindrée du moteur passe à 906 cm3  (60 × 53,4 mm) et développe 80 chevaux à 8 300 tr/min. Le poids est également en hausse à 220 kg.
L'esthétique est également remaniée. Les jantes à rayons sont abandonnées au profit de modèles à six bâtons en alliage et elle reçoit un habillage monocoque et un carénage de phare. Le réservoir est réduit de 5 litres.
|
Le freinage est amélioré. Le diamètre des disques avant passe à 320 mm et celui du disque arrière à 260 mm.
Essentiellement vendue en rouge, il existe quelques machines vendues avec une robe blanche et noire.

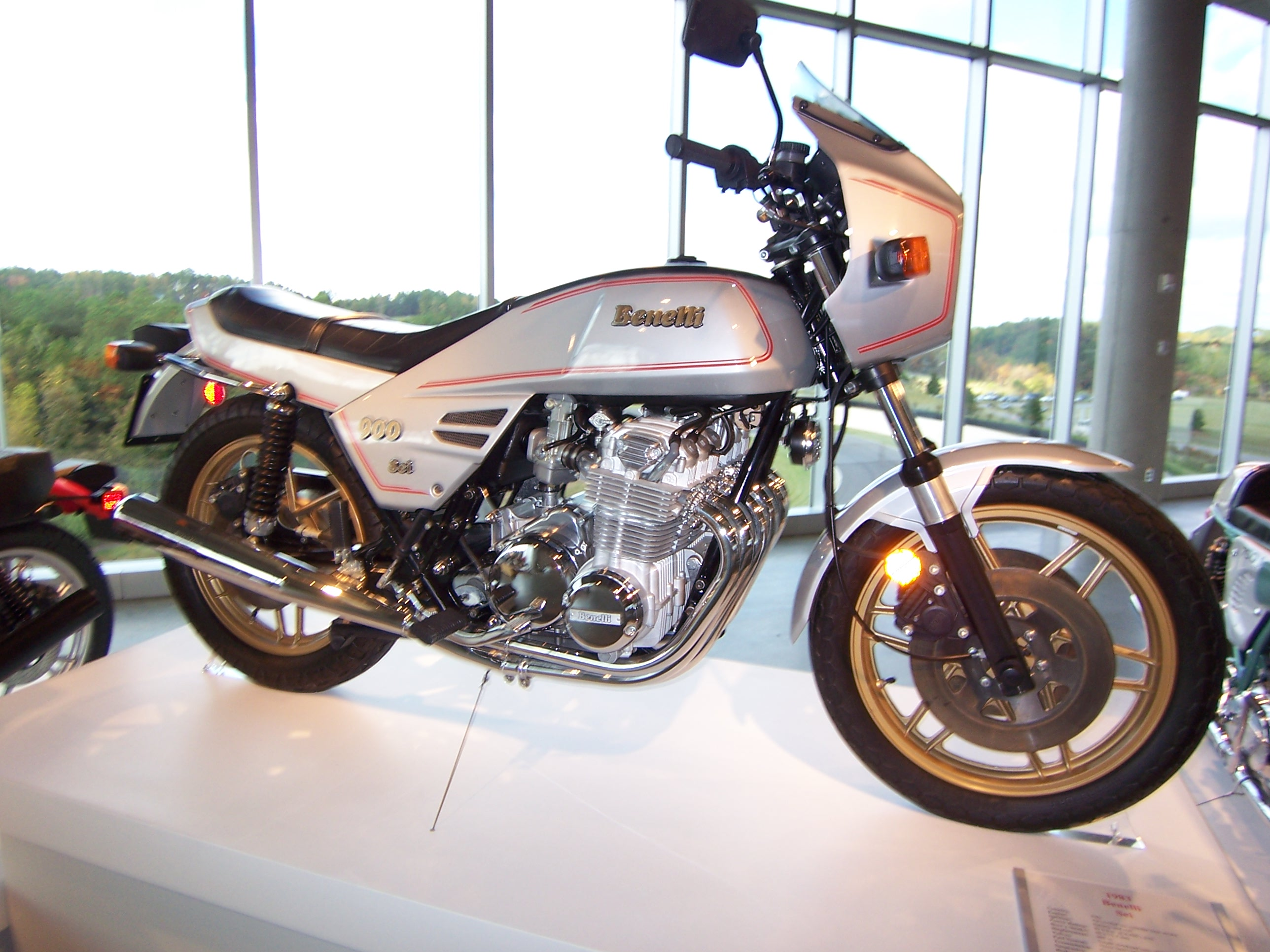
900 Sei Sport

Entre 1985 et 1987, Benelli produira une 900 Sei Sport, avec notamment un carénage tête de fourche entourant un nouveau phare carré.
La 900 ne connaîtra pas une meilleure carrière que la 750. Elle est retirée du catalogue en 1990.

## Distribution en France et participation au Bol d'Or
Alejando De Tomaso avait conclu un accord de distribution en France avec la firme Motobécane qui ne produisait que des cyclomoteurs et des motos de faible cylindrée. Motobécane disposant d'un réseau de revendeurs pléthorique, l'opération avait une certaine logique commerciale mais ne fut pas couronnée de succès. Néanmoins, dans un but promotionnel l'écurie de course MOC (dirigée par Philippe Moch) prépara et engagea deux exemplaires d'une version "coursifiée" de la 900 Sei dans l'édition 1977 du Bol d'or, disputée sur le circuit Bugatti au Mans. Dotée d'une partie cycle innovante mais d'un moteur poussif les deux Benelli/Motobécane, pilotées notamment par Michel Baloche et Thierry Espié (qui couraient en GP 125 Cm3 pour Motobécane à l'époque), finirent hors classement, la première abandonnant au bout de 80 tours, la deuxième n'ayant pas parcouru une distance suffisante au bout des 24 heures de course.